# Boissey
Boissey ist eine französische Gemeinde mit 390 Einwohnern (Stand: 1. Januar 2022) im Département Ain in der Region Auvergne-Rhône-Alpes. Sie gehört zum Kanton Replonges im Arrondissement Bourg-en-Bresse.

## Geographie
Die Gemeinde Boissey liegt in der Bresse, 15 Kilometer nordöstlich von Mâcon. An der südwestlichen Gemeindegrenze verläuft das Flüsschen Bief de Rollin, im Osten sein Zufluss Bief d’Ouche.
Die Gemeinde grenzt im Norden an Saint-Étienne-sur-Reyssouze, im Osten an Béréziat, im Südosten an Marsonnas, im Süden an Bâgé-Dommartin und im Westen an Chevroux.

## Bevölkerungsentwicklung
| Jahr                       | 1962 | 1968 | 1975 | 1982 | 1990 | 1999 | 2010 | 2020 |
| Einwohner                  | 256  | 238  | 219  | 207  | 206  | 202  | 288  | 380  |
| Quellen: Cassini und INSEE |      |      |      |      |      |      |      |      |

## Sehenswürdigkeiten
- Bauernhof Ferme de Layat, Monument historique
- Kirche Saint-Gervais-et-Saint-Protais

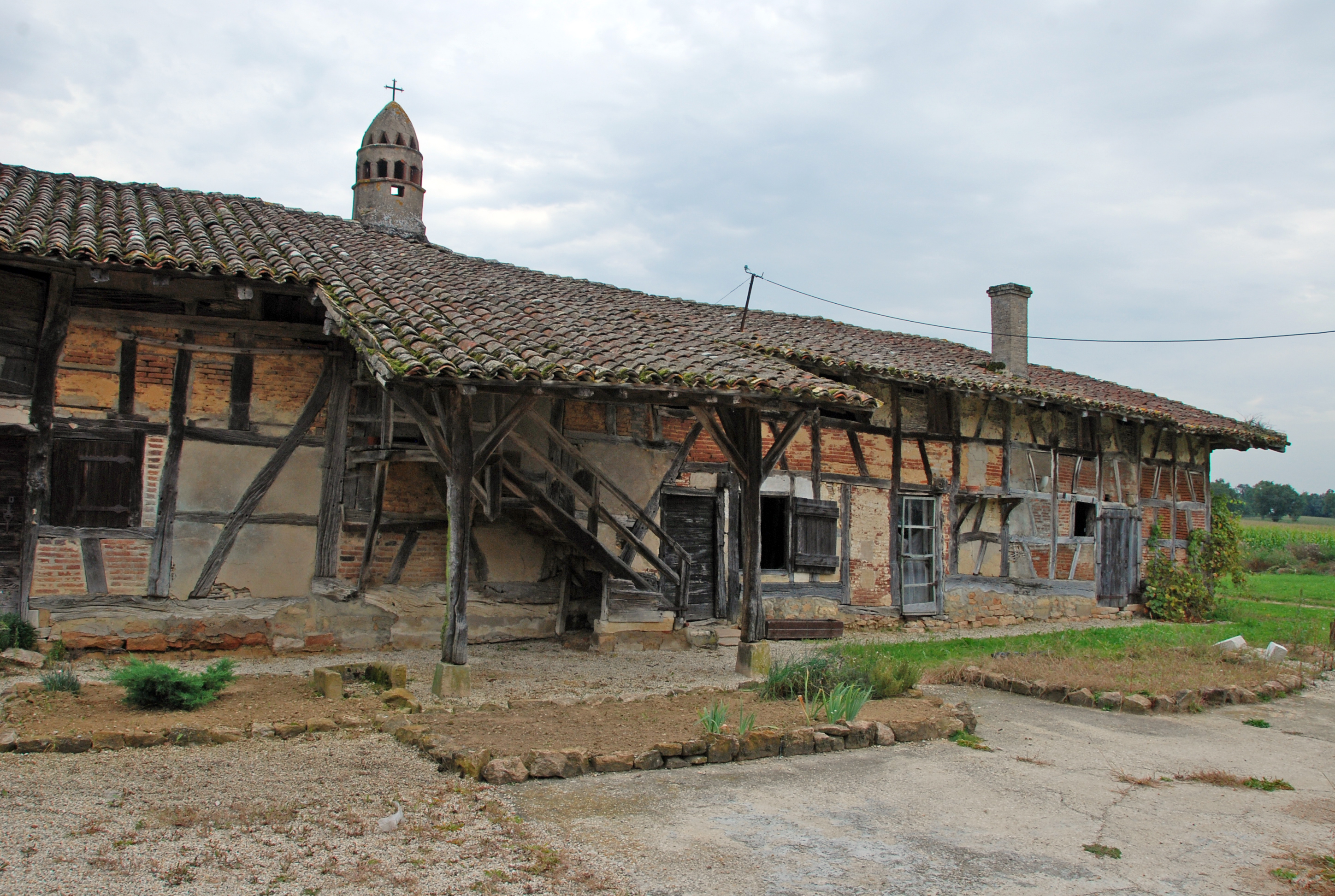
Ferme de Layat
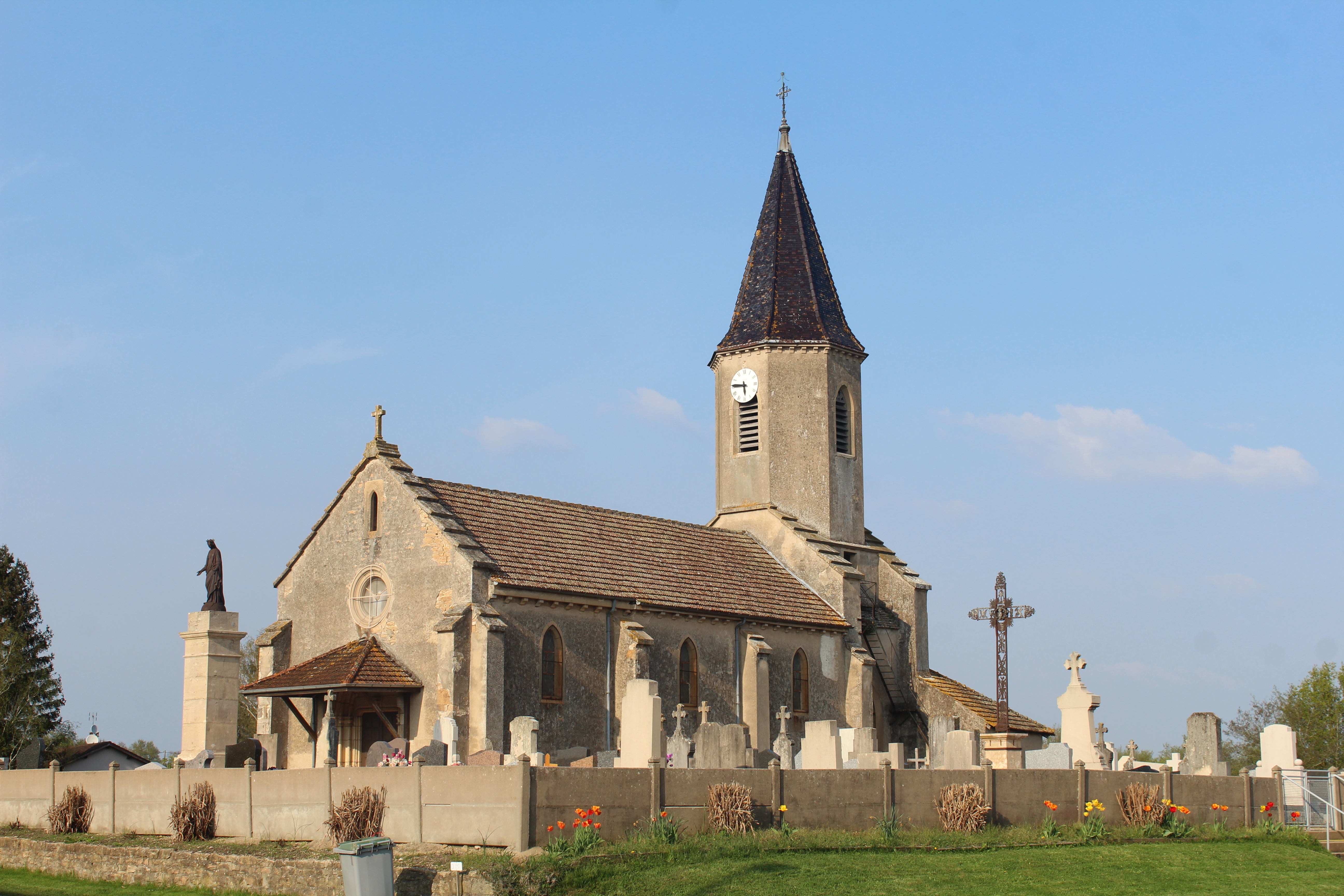
Kirche Saint-Gervais-et-Saint-Protais
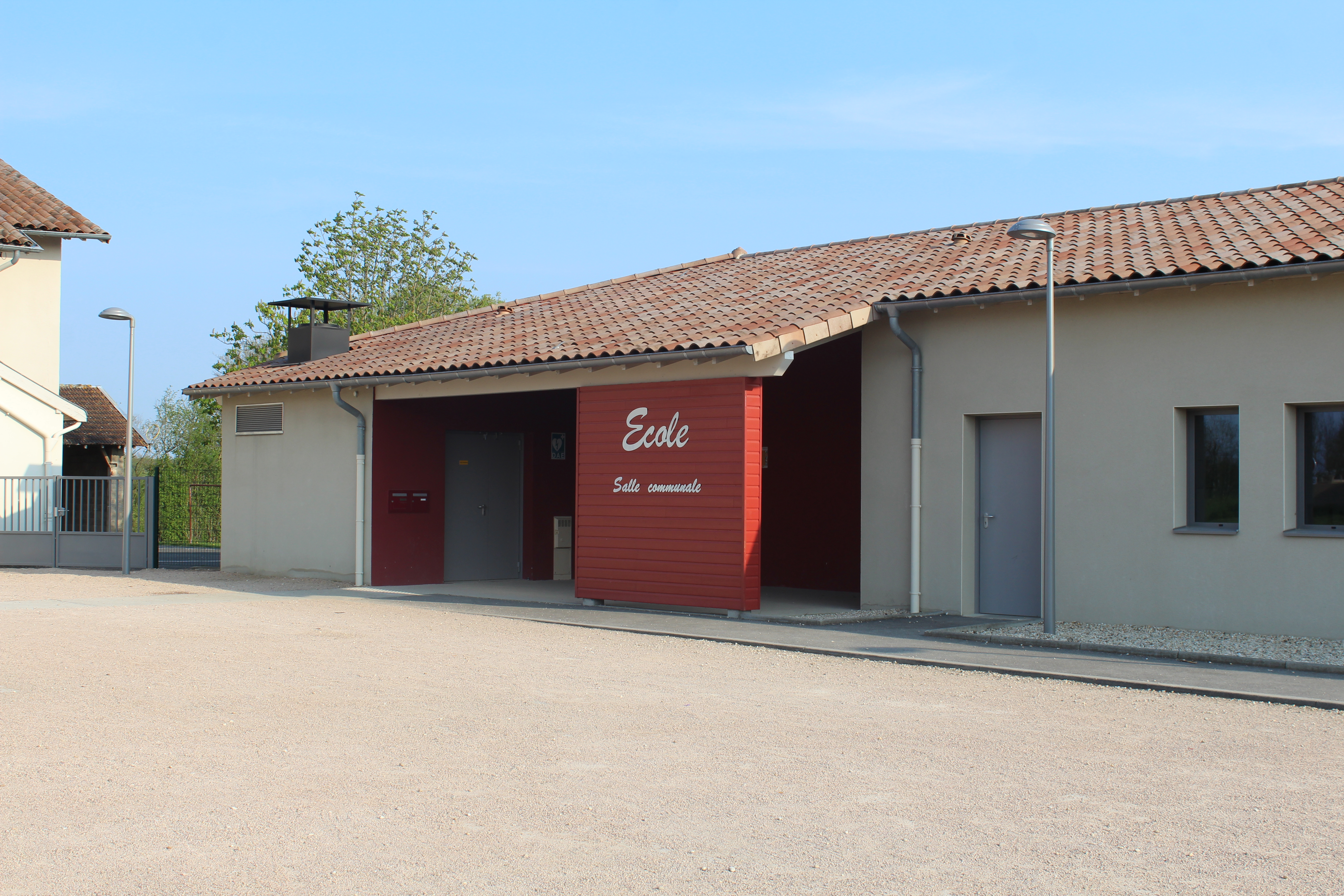
Schulhaus
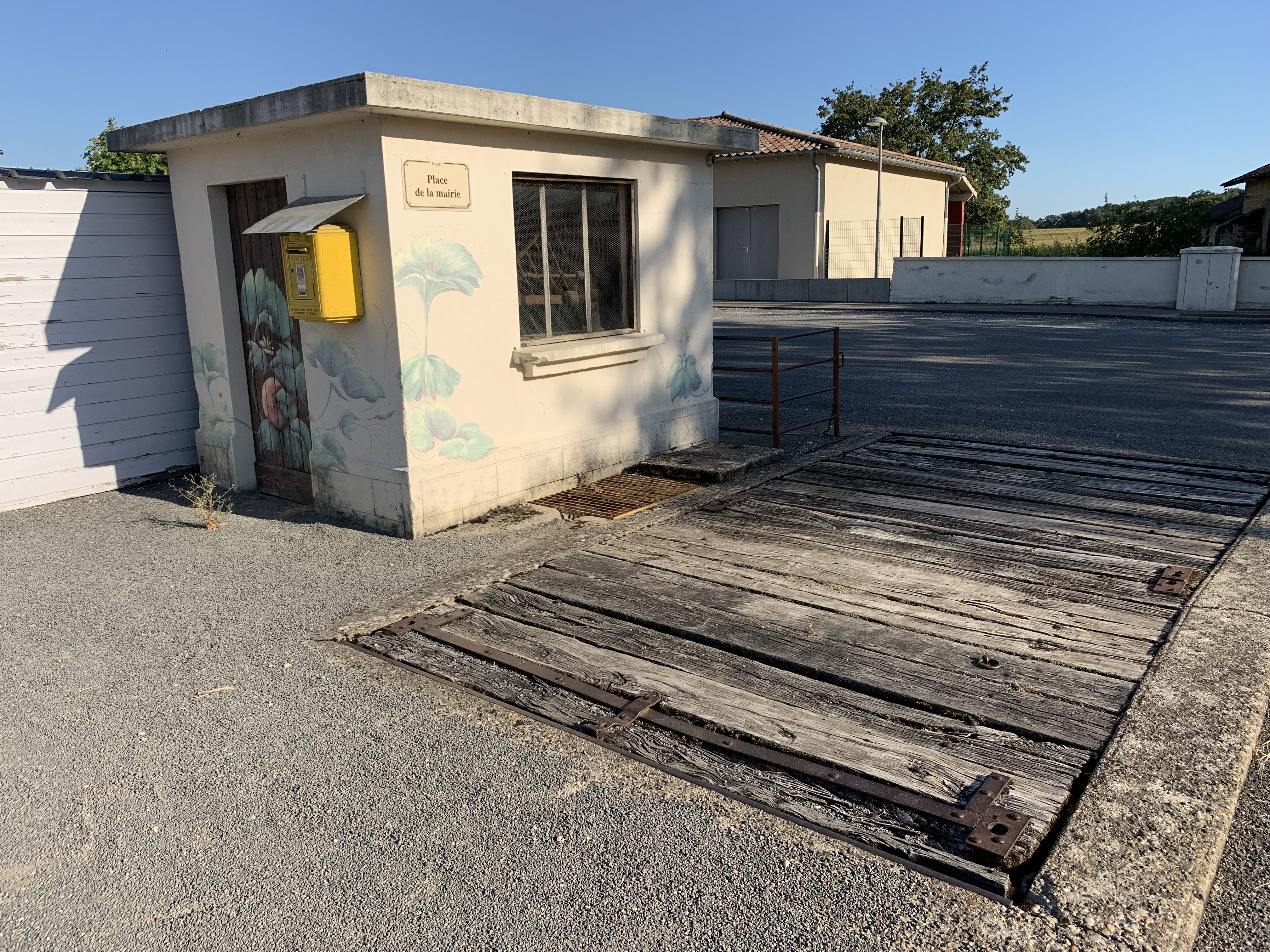
Ehemalige öffentliche Waage
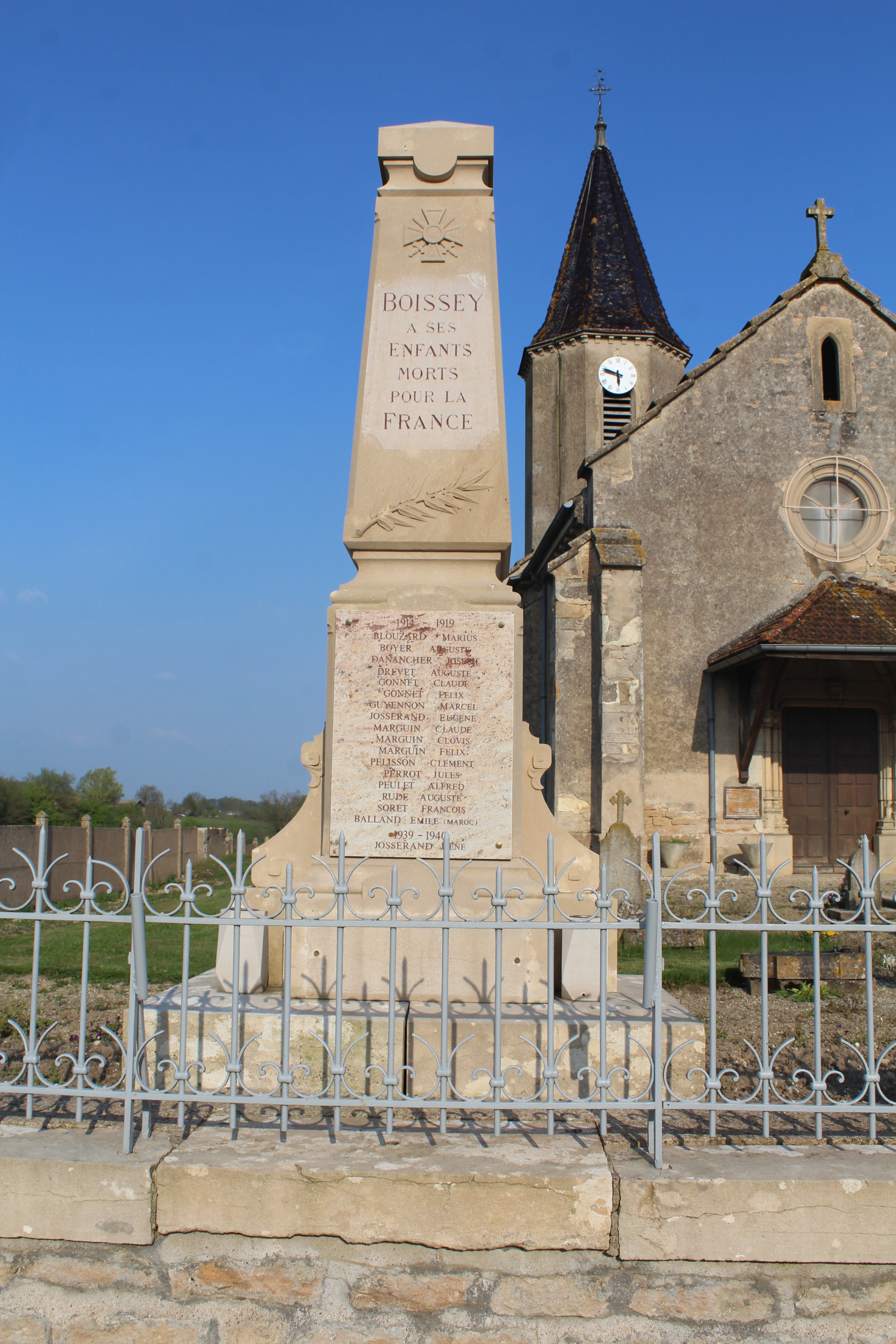
Gefallenendenkmal